# Mehlbek
Mehlbek è un comune tedesco del circondario di Steinburg, nella regione dello Schleswig-Holstein. Ha circa 450 abitanti.